# 磐手村
磐手村（いわてむら）は、大阪府三島郡にあった村。現在の高槻市の北東部、市中心部の東方から水無瀬川の上流域にかけての南北に長い区域にあたる。

## 地理
- 山岳：ポンポン山
- 河川：水無瀬川

## 歴史
- 1889年（明治22年）4月1日 - 町村制の施行により、島上郡安満村・下村・古曽部村・別所村・成合村・川久保村の区域をもって発足。
- 1896年（明治29年）4月1日 - 所属郡が三島郡に変更。
- 1931年（昭和6年）1月1日 - 高槻町・大冠村・清水村・芥川町と合併し、改めて高槻町が発足。同日磐手村廃止。

## 交通

### 鉄道路線
村域を鉄道省の東海道本線が通過したが、駅は所在しなかった。高槻駅が至近に所在。

### 道路
- 西国街道

現在は旧村域を名神高速道路が通過するが、当時は未開通。